# Connie Binsfeld
Connie Berube Binsfeld, född 18 april 1924 i Munising i Michigan, död 12 januari 2014 i Michigan, var en amerikansk politiker (republikan). Hon var Michigans viceguvernör 1991–1999. Innan dess hade hon suttit i delstatens lagstiftande församling och fått igenom lagstiftning mot familjevåld. Binsfeld blev 1998 invald i Michigan Women's Hall of Fame.
Binsfeld efterträdde 1991 demokraten Martha Griffiths som viceguvernör.